# Ceriantaris
Els ceriantaris (Ceriantharia) són una subclasse de cnidaris antozous exclusivament marins. Són animals solitaris que viuen ancorats en sediments tous. Els seus tubs són de material fibrós fets de mucositat secretada i d'orgànuls que es diuen pticocists.
Tenen una corona de dos tipus de tentacles, els exteriors serveixen per capturar les preses i la interior per manipular l'aliment i per ingerir-lo.

## Taxonomia
Els ceriantaris tenen la següent classificació:
- Ordre Penicilaria:[4]
  - Família Arachnactidae McMurrich, 1910
    - Anactinia Annandale, 1909
    - Arachnactis Sars, 1846
    - Arachnanthus Carlgren, 1912
    - Dactylactis van Beneden, 1897
    - Isapiactis Carlgren, 1924
    - Isarachnactis Carlgren, 1924
    - Isarachnanthus Carlgren, 1924
    - Isovactis
    - Ovactis
    - Paranactinia

- Ordre Spirularia:[5]
  - Família Botrucnidiferidae Carlgren, 1912
    - Angianthula Leloup, 1964
    - Atractanthula Leloup, 1964
    - Botracnidifer
    - Botruanthus
    - Botrucnidiata Leloup, 1932
    - Botrucnidifer
    - Calpanthula
    - Cerianthula Beneden, 1898
    - Gymnanthula Leloup, 1964
    - Hensenanthula
    - Ovanthula
    - Sphaeranthula

  - Família Cerianthidae Milne-Edwards & Haime, 1852
    - Anthoactis Leloup, 1932
    - Apiactis Beneden, 1898
    - Bursanthus
    - Ceriantheomorphe
    - Ceriantheopsis Carlgren, 1912
    - Cerianthus Delle Chiaje, 1830
    - Engodactylactis
    - Isodactylactis
    - Nautanthus
    - Pachycerianthus Roule, 1904
    - Paradactylactis
    - Parovactis
    - Peponactis
    - Plesiodactylactis
    - Sacculactis
    - Solasteractis
    - Synarachnactis Carlgren, 1924
    - Syndactylactis
    - Trichactis